# Hans-Joachim Weise
Hans-Joachim Weise   (Berlín, 15 de novembre de 1912 - Celle, 24 de febrer de 1991) va ser un regatista alemany, vencedor d'una medalla olímpica.
El 1936 va prendre part en els Jocs Olímpics d'Estiu de Berlín, on va guanyar la medalla d'or en la Classe Star del programa de vela. A bord del Wannsee, formà tripulació junt a Peter Bischoff.